# Движение защиты прав человека и гражданина (Польша)
Движение защиты прав человека и гражданина (пол. Ruch Obrony Praw Człowieka i Obywatela, ROPCiO) — польская диссидентская антикоммунистическая организация конца 1970-х годов. Выступало с позиций правой национал-демократии, добивалось отстранения от власти ПОРП, демонтажа общественно-политического строя ПНР, разрыва Польши с СССР. Ориентировалось на историческую традицию Второй Речи Посполитой. Заложило организационные и идеологические основы Конфедерации независимой Польши во главе с Лешеком Мочульским.

## Предыстория
С середины 1970-х годов в ПНР усилилось протестное движение. В июне 1976 административное повышение цен вызвало забастовки и массовые беспорядки в ряде городов страны. В сентябре того же годы был создан Комитет защиты рабочих (КОС-КОР), главный организационный центр польского диссидентства и рабочего протеста. Однако идеологически КОС-КОР в основном придерживался демократического социализма, выступал за демократизацию общественно-политической системы ПНР, был готов к диалогу с правящей коммунистической ПОРП. Более правые диссиденты приступили к формированию собственных организационных структур.
С конца 1975 радикальные националисты и антикоммунисты Лешек Мочульский, Анджей Чума, Мацей Гживачевский, Адам Войцеховский, Александр Халл, Ян Дворак, Пётр Дык, Гжегож Гжелак создавали подпольную организацию «Импульс независимости» (Nurtu Niepodległościowego, NN). Они принципиально противопоставляли себя режиму ПОРП, ориентировались на традиции маршала Пилсудского, Санации 1920-х, Армии Крайовой и польской католической церкви. Организационное руководство было поручено четвёрке (Rhomb) в составе Мочульского, Чумы, Дворака и Гживачевского. Ведущим идеологом выступал Мочульский, «взгляды которого представляли собой крайнюю степень правого радикализма». Вторую позицию занимал Чума, бывший активист подпольной организации Рух, в 1971 приговорённый к семилетнему заключению за подготовку вооружённого свержения властей ПНР и освобождённый по амнистии в 1974.
С октября 1976 года начал выходить нелегальный самиздатовский журнал U progu («На пороге»), одним из редакторов которого был Войцеховский. В том же году Мочульский написал два манифеста с изложением программных тезисов.
В январе 1977 Лешек Мочульский, Анджей Чума, Адам Войцеховский и Эмиль Моргевич провели переговоры с представителями КОС-КОР Яцеком Куронем, Яном Юзефом Липским, Антонием Мацеревичем и Петром Наимским. Обсуждался вопрос создания широкой оппозиционной организации. Однако о структурном объединении договориться не удалось.

## Создание

### Кадры
Датой учреждения Движения защиты прав человека и гражданина (ROPCiO) считается 26 марта 1977 года. В этот день было опубликовано Apel do społeczeństwa polskiego — Обращение к польскому обществу. Его подписали 18 человек:
- Лешек Мочульский, публицист, диссидент
- Анджей Чума, юрист, активист подпольного «Руха»
- Мечислав Борута-Спехович, генерал бригады Войска Польского, участник польско-советской 1920 и польско-германской 1939 войн
- Антоний Пайдак, социалистический активист, ветеран Польских легионов, антинацистской милиции PPS и антисоветского сопротивления
- Ян Зея, католический священник, участник Варшавского восстания
- Войцех Зембиньский, издательский работник, активист Клуба католической интеллигенции, соучредитель КОС-КОР
- Анджей Возницкий, химик, активист подпольного «Руха»
- Адам Войцеховский, юрист, искусствовед, журналист-диссидент
- Кароль Глоговский, юрист, диссидент
- Ромуальд Шереметьев, юрист, депутат местного совета Лешно, оппозиционный католический активист
- Казимеж Януш, инженер, участник антикоммунистического подполья конца 1940-х
- Стефан Качоровский, юрист, христианский демократ, ветеран польско-советской войны
- Марек Несёловский, инженер, активист подпольного «Руха»
- Богдан Паперник, католический священник
- Збигнев Секульский, певец, социолог, диссидент
- Збигнев Семиньский, школьный учитель, диссидент
- Богумил Студзиньский, юрист, католический активист, антикоммунистический подпольщик начала 1950-х
- Людвик Висьневский, католический священник-доминиканец
- Пётр Тыпяк, ветеран антинацистского подполья

### Организация
Численность ROPCiO на момент создания оценивалась примерно в 100 человек. Впоследствии количество активистов возросло до 250. Фиксированного членства не было, практиковался самоприём. Отсутствовал и устав. Руководящие органы не формировались, организационная структура не прописывалась. Полномочиями выступать от имени ROPCiO были наделены два официальных представителя — Лешек Мочульский и Анджей Чума. Однако организационных полномочий они не имели.
Первоначально предполагалось, что ROPCiO будет управляться законспирированной структурой NN в лице четвёрки Rhomb. Однако по мере развития ROPCiO значимость NN постепенно сошла на нет, функции и кадры фактически слились.

### Идеология
Учредители ROPCiO были непримиримыми антикоммунистами, принадлежали к правонационалистическому и консервативно-католическому крылу польской интеллигенции, считали историческим идеалом межвоенную Польшу. (Убеждённый социалист Антоний Пайдак через две недели вышел из организации из-за идеологических разногласий.) Полной идеологической однородности в организации не было, присутствовали течения национал-демократии, христианской демократии, либеральной демократии — но при явном доминировании националистов.
ROPCiO характеризовала также склонность к прямому действию в политической борьбе. При этом Движение защиты прав человека и гражданина позиционировалась как легальная организация, ведущая открытую борьбу методами гражданского протеста.
Официально была заявлена цель заставить власти ПНР соблюдать Международный пакт о гражданских и политических правах, ратифицированный Госсоветом несколькими днями ранее. Реально задачи ставились гораздо шире правозащитных — речь шла о ликвидации в Польше коммунистического режима.

Для подавляющего большинства активистов КОР конечной целью была демократизация ПНР. Движение защиты прав человека и гражданина действовало в ином ракурсе: наша цель состояла в свержении ПНР и создании независимой демократической Третьей Речи Посполитой.

Лешек Мочульский

## Действия
Главным направлением деятельности ROPCiO стало создание Консультационно-информационных пунктов (PKI) — групп социально-правовой помощи гражданам, подвергающимся репрессиям или политической дискриминации со стороны государства. В общей сложности были созданы 14 PKI в Варшаве, Кракове, Гданьске, Щецине, Познани, Катовице, Лодзи, Люблине, Вроцлаве, Быдгоще, Пшемысле. Располагались они на частных квартирах активистов.
PKI организовывали общественную поддержку, в том числе несанкционированные собрания и голодовки солидарности, финансовую помощь, юридическое содействие, публичное информирование через листовки, бюллетени и самиздат ROPCiO. Была создана сеть дискуссионных клубов, где лидеры ROPCiO выступали с изложением своих взглядов и призывали к активной борьбе против ПОРП (как правило, они базировались в помещениях PKI либо в костёлах). В Катовице активист ROPCiO рабочий-электрик Казимеж Свитонь с группой товарищей учредил Свободные профсоюзы Верхней Силезии. Антиправительственная структура стремительно распространилась по стране.
ROPCiO наладило выпуск ряда нелегальных изданий (причём в ряде случаев с открытым указанием выходных данных): Opinię (Мнение), Aspekt (Аспект), Bratniak (Браток, студенческий бюллетень), Droga (Путь), Gazeta Polska (Польская газета), Gospodarz (Хозяин, крестьянский бюллетень), Interpelacje (Интерпелляция), Kronika Lubelska (Люблинская хроника), Opinia Krakowska (Краковское обозрение), Ruch Związkowy (Союзное движение, рабочий бюллетень), Rzeczpospolita (Республика), Uczeń Polski (Польский ученик), Wiadomości Naukowe (Научные ведомости), Wolne Słowo (Свободное слово). Среди изданий ROPCiO были специальные справочники ареста — инструкции по поведению при задержании милицией или Службой безопасности.
Особенную активность проявляла калишская ячейка ROPCiO, первоначально созданная иезуитами при местном католическом монастыре. Её возглавляли католический священник Францишек Новицкий и инженер Антоний Петкевич. Впоследствии к организации присоединился бывший следователь прокуратуры Богуслав Слива, уволенный за объективное расследование убийства, совершённого сотрудником милиции. Группа открыто выступала под самыми радикальными лозунгами: «Никаких игр с коммуной!» Здесь интенсивно распространялись издания ROPCiO, тексты выступлений Мочульского, проводились координационные собрания различных оппозиционных организаций. Контрмеры госбезопасности, обыски и аресты не давали осязаемых результатов. При этом интересно, что Петкевич и Слива придерживались более левых взглядов, чем ROPCiO в целом, поддерживали тесные связи с КОС-КОР.
Некоторые акции ROPCiO имели общенациональный резонанс. 11 ноября 1978 около 2000 человек в Варшаве, около 700 ив Гданьске, около 150 в Кракове и около 60 в Лодзи провели демонстрации по случаю Дня независимости Польши. Год спустя, 11 ноября 1979 аналогичные акции прошли в Варшаве, Кракове, Гданьске и Люблине. Активисты ROPCiO и их сторонники — в том числе Бронислав Коморовский, будущий президент Польши — выступили с патриотическими антикоммунистическими речами. 3 мая 1979 и 3 мая 1980, в День Конституции Польши, состоялись молодёжные митинги в Гданьске, организованные под эгидой ROPCiO. 6 июня 1979, во время визита в Польшу Папы Римского Иоанна Павла II, активисты ROPCiO организовали подъём на Краковском лугу двух воздушных шаров с папским гербом и польским орлом.
Власти ПНР с тревогой реагировали на возникновение и развитие ROPCiO. Активисты подвергались административным арестам, пропагандистской травле, нападениям и избиениям со стороны «неизвестных лиц». Однако в силу ряда причин внутреннего и внешнего характера руководство ПОРП во главе с Эдвардом Гереком воздерживалось от крупномасштабных репрессий. Для борьбы с ROPCiO был избран иной метод — инфильтрация агентуры, провоцирование конфликтов и расколов в организации.

## Раскол
Первое всепольское собрание ROPCiO состоялось в Варшаве в сентябре 1977 года, второе — в январе 1978 года. Третье — июнь 1978 года, деревня Залесе-Гурне под Варшавой — ознаменовалось острым конфликтом. Между Лешеком Мочульским и Анджеем Чумой завязалась жёсткая конкуренция за лидерство. Чума и его сторонники обвинили Мочульского в нецелевом расходовании финансовых средств организации. Была создана специальная комиссия для проверки обвинений в растрате. Ранее Мочульский был отстранён от редактирования «Opinię».
Чуму поддерживали Зембиньский, Качоровский, Паперник, Тыпяк, варшавские активисты; Мочульского — Глоговский, Халл, гданьские, краковские, вроцлавские, лодзинские активисты. Идейно-политическая сторона в разногласиях практически отсутствовала. Причина конфликта состояла в персональных лидерских амбициях, вероятно, подогретых манипуляциями СБ.
16 ноября 1978 Мочульский и его группа провели в Гданьске четвёртое всепольское собрание, бойкотированное крылом Чумы. Печатным органом «ROPCiO Мочульского» стал журнал «Droga». Сторонники Мочульского организовали Команды инициативных граждан (Zespoły Inicjatywy Obywatelskiej, ZINO), ставшие структурной основой этого крыла ROPCiO.
9—10 декабря 1978 В декабре Чума и его сторонники провели в Варшаве своё собрание и избрали Совет ROPCiO, куда не были включены Мочульский и Глоговский. Параллельно прошло заседание «мочульского крыла» — ROPCiO/ZINO. Договориться о примирении не удалось. После 10 декабря 1978 под названием ROPCiO одновременно действовали две организации — во главе с Мочульским и во главе с Чумой.
Многие активисты ROPCiO проигнорировали раскол и исходили из единства цели и действия. 10 февраля 1979 Войцех Зембиньский создал организацию Комитет соглашения во имя самоопределения нации, к которому примкнул, в частности, генерал Борута-Спехович. Цель этой структуры заключалась именно в продолжении активности кадров ROPCiO безотносительно к внутренним конфликтам, которые понимались как целенаправленные провокации СБ.

## Трансформация
Самый конец 1970-х годов был отмечен явственным ощущением надвигавшихся масштабных перемен. Политическая оппозиция резко активизировалась и переструктурировалась. 1 сентября 1979 Лешек Мочульский учредил Конфедерацию независимой Польши (KPN) — радикальную организацию польских националистов и антикоммунистов, сыгравшую заметную роль в последующих событиях. Из ROPCiO выделились ещё несколько оппозиционных организаций, из которых наиболее известно Движение молодой Польши Александра Халла. Активисты, остававшиеся в ROPCiO консолидировались вокруг нового состава Совета под руководством Анджея Чумы и его брата Бенедикта Чумы.
В августе 1980 года в Польше начались массовые забастовки, было создано независимое профобъединение Солидарность. На фоне 10-миллионного движения все прежние диссидентские организации выглядели скромно. Однако они, в том числе ROPCiO, сыграли видную роль в оформлении политической программы и радикализации «Солидарности». Деятельность ROPCiO продолжалась до конца 1981 года и была прекращена только введением военного положения 13 декабря 1981.

## Судьбы
Лешек Мочульский более двадцати лет стоял во главе KPN. Подвергался репрессиям в 1980-х, был интернирован при военном положении, затем арестован и приговорён к длительному тюремному заключению. Освободился досрочно по состоянию здоровья. После смены общественно-политического строя в Третьей Речи Посполитой был депутатом сейма двух созывов во главе фракции KPN, баллотировался в президенты. Отошёл от политики из-за обвинений в сотрудничестве с СБ ПНР, которые в полной мере так и не были доказаны.
Анджей Чума был советником «Солидарности», интернирован при военном положении, затем выслан из Польши. Жил и работал в США. Возвратился на родину после смены общественно-политического строя. Был депутатом сейма от либеральной партии Гражданская платформа. Специализировался на антикоррупционной проблематике. В 2009 занимал посты министра юстиции и генерального прокурора Польши.
Кароль Глоговский был интернирован при военном положении, затем работал адвокатом. В Третьей Речи Посполитой был известен как юрист по историко-политическим делам. Скончался в 2005.
Войцех Зембиньский был одним из основателей Клубов службы независимости (KSN, правое крыло «Солидарности»), арестовывался при военном положении, участвовал в нелегальной организации Конгресс солидарности нации. В 1989 отвергал договорённости Круглого стола как «сговор с коммунистами». В Третьей Речи Посполитой — деятель Движения польской реконструкции, сторонник Яна Ольшевского, активист историко-политических объединений. Скончался в 2001.
Казимеж Свитонь был активистом «Солидарности», интернирован при военном положении, затем вновь арестован за оппозиционную активность. В 1989 году основал христианско-демократическую рабочую партию. В Третьей Речи Посполитой состоял в ряде правых организаций, был депутатом сейма. Выступал с жёстких правонационалистических и клерикально-католических позиций, ряд его высказываний граничил с антисемитимзмом. В 1999 был арестован за хранение взрывчатых веществ. Скончался в 2014.
Мечислав Борута-Спехович был делегатом I съезда «Солидарности» в сентябре 1981 года. Скончался в 1985 в статусе старейшего польского генерала.
Александр Халл активно участвовал в августовских забастовках 1980 года, состоял в «Солидарности», был советником Леха Валенсы, одним из создателей KSN. В период военного положения скрывался в подполье, редактировал нелегальные издания. Участвовал в заседаниях Круглого стола. Занимал министерский пост в правительстве Тадеуша Мазовецкого. Был депутатом сейма, состоял в руководстве нескольких консервативных партий, затем примкнул к правому крылу Гражданской платформы.
Антоний Петкевич был интернирован при военном положении, затем вновь арестован и освобождён по амнистии. В Третьей Речи Посполитой возглавлял администрации Калиша и Мазовецкого воеводства, занимался крупным энергетическим бизнесом.
Богуслав Слива порвал с государственной системой ПНР, вступил в «Солидарность», был активистом и делегатом I съезда профобъединения, стал автором Обращения к трудящимся Восточной Европы, вызвавшего опасения Леонида Брежнева. Интернирован при военном положении, участвовал в оппозиционных акциях затем выслан из Польши в Швецию. Поддерживал активную связь с польским подпольем. Скончался в 1989 в Стокгольме.